# Скрипченко, Николай Семёнович
Николай Семёнович Скрипченко (14 мая 1927 год — 28 ноября 2016 года) — советский и российский учёный-геолог, доктор геолого-минералогических наук (1965), профессор (1966). Заслуженный деятель науки и техники РФ (1994). Лауреат  Государственной премии СССР (1986).

## Биография
Родился 14 мая 1927 года в городе Шахты.
До 1946 года окончил Шахтинскую среднюю школу. В 1951 окончил Новороссийский политехнический институт, получив специальность горного инженера-геолога. С 1951 по 1954 годы  обучался в аспирантуре, после которой защитил кандидатскую диссертацию. 
С 1954 по 1968 годы — ассистент, старший преподаватель, доцент, профессор и заведующий кафедрой  месторождений и разведки полезных ископаемых Новочеркасского политехнического института. С 1968 по 1971 и с 1974 по 1976 годы — декан горно-геологического факультета НПИ, Н. С. Скрипченко занимает ведущее место в научной деятельности и разработке теоретических основ прогнозирования, поисков и разведки месторождений цветных и редких металлов в вулканогенных и осадочных формациях. Н. С. Скрипченко автор фундаментальных работ по развитию гидротермально-осадочной концепции колчеданного рудообразования в вулканогенных формациях, геолого-генетических основ прогнозирования месторождений цветных и редких металлов в осадочных породах, способствовавших успешной разведке и оценке месторождений цветных и редких металлов Северного Кавказа, рудного Алтая и Центрального Казахстана.
В 1986 году Указом Президиума Верховного Совета СССР «за цикл работ по стратиформным месторождениям цветных металлов» Н. С. Скрипченков  был удостоен Государственной премии СССР в области науки и техники. Под руководством Н. С. Скрипченков было подготовлено пять докторов и семнадцать кандидатов наук, он автор 130 опубликованных работ, в том числе 8 монографий. Международную научную известность ему принесли публикации научных статей в США, Канаде, Японии, ФРГ, Австралии, Чехии, Словакии, а также выступления с докладами на международных геологических конгрессах в 1968 году — в Праге, в 1972 году — в Монреале и в 1984 году — в Москве.

## Награды

### Звания
- Заслуженный деятель науки и техники РФ (1994 — «за заслуги в научной деятельности»)

### Премии
- Государственная премия СССР в области науки и техники (1986 — «за цикл работ стратиформные месторождения цветных металлов, их минеральные ресурсы и генезис»)